# فرانتس لمنیتس
فرانتس لمنیتس (انگلیسی: Franz Lemnitz; ۱۱ ژوئیهٔ ۱۸۹۰ – ۲ نوامبر ۱۹۶۳) دوچرخه‌سوار اهل آلمان بود. 